# Luc Vanackere
Luc Vanackere is een Belgisch bestuurder van culturele instellingen.

## Levensloop
Luc Vanackere studeerde kunstgeschiedenis aan de Katholieke Universiteit Leuven (1981) en behaalde een Master of Arts in Theatre Science and Opera Dramaturgy aan de Universität Wien in Oostenrijk (1982).
Hij werkte onder meer voor de stad Antwerpen en artiestenbureau HarrisonParrott in Londen. Van 1986 tot 1991 was hij intendant van het Filharmonisch Orkest van Vlaanderen. Hij geraakte er in aanvaring met voorzitter Hendrik Daems en werd vervolgens voor een periode van een jaar in opvolging van Fred Brouwers intendant van het Nationaal Orkest van België. In 1993 keerde Vanackere terug naar het Filharmonisch Orkest van Vlaanderen, waar Jan Raes hem in 2000 opvolgde. In 2004 werd hij directeur van het Kasteel van Gaasbeek, een museum van de Vlaamse Gemeenschap in Lennik. Hij was er verantwoordelijk voor het inhoudelijke en zakelijke beleid en stelde het kasteel open voor een breder publiek. Eind 2012 volgde hij de overleden Robert Hoozee op als directeur van het Museum voor Schone Kunsten in Gent. In mei 2013 stapte Vanackere er echter op en volgde Catherine de Zegher hem op. Hij keerde vervolgens terug naar het kasteel van Gaasbeek.